# 弗里茨·拜尔莱因
弗里茨·赫尔曼·米夏埃尔·拜尔莱因（德語：Fritz Hermann Michael Bayerlein，1899年1月14日—1970年1月30日）是一位於第二次世界大戰期間服役於納粹德國武裝力量「德意志國防軍」的將領，官至中將。拜尔莱因起初數度於各單位擔任參謀軍官，其中包含陸軍元帥埃爾溫·隆美爾所領導的德意志非洲軍；此後，拜爾萊因陸續擔任第3裝甲師、裝甲教導師與第53軍等單位的指揮官。拜尔莱因曾獲頒橡葉騎士佩寶劍鐵十字勳章。

## 第二次世界大戰

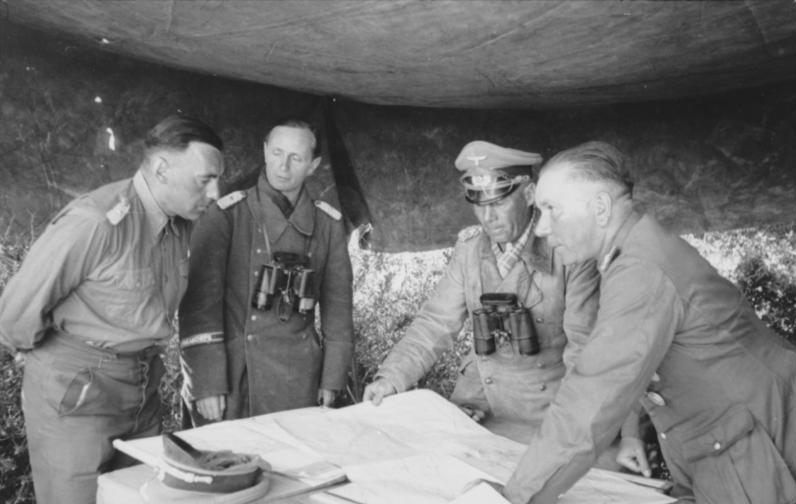
與隆美爾（戴帽者）開會中的拜尔莱因（圖左），攝於1942年4月

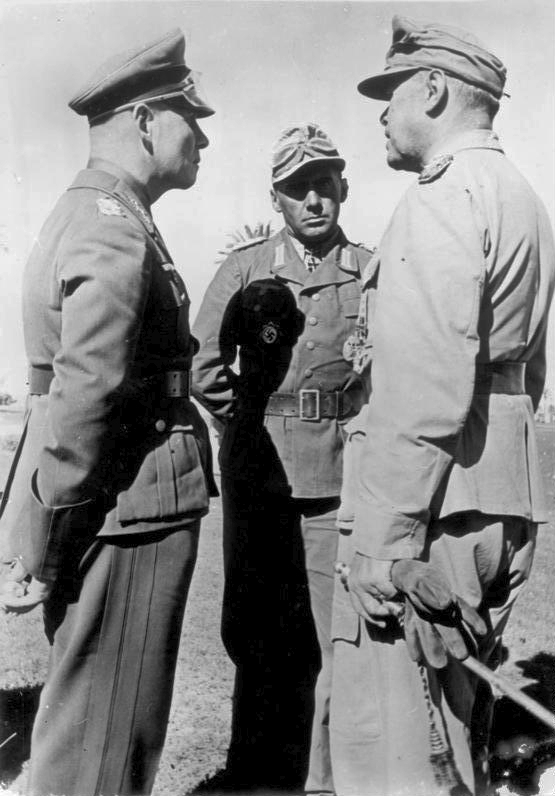
隆美爾（左）、拜尔莱因（中）與空軍元帥阿爾貝特·凱塞林（右）等三人。

拜尔莱因於波蘭戰役與法國戰役期間在海因茨·古德林將軍麾下擔任參謀官。1941年6月德軍發動巴巴羅薩作戰入侵蘇聯時，拜尔莱因受命轉任古德林所指揮的第二裝甲集群參謀；基輔戰役結束後又調任埃爾溫·隆美爾大將的參謀幕僚。拜尔莱因接著於1942年8月間轉入「元首預備隊」等待派任，隨後獲委派為德意志非洲軍的參謀長。
拜尔莱因自1942年3月起便在瓦爾特·內林少將麾下服役；內林調任非洲軍軍長後，拜尔莱因方才轉入隆美爾與威廉·里特·馮·托馬將軍旗下。1943年3月，隆美爾在梅德寧戰役失利後撤出突尼西亞；拜尔莱因亦於此時調任義大利指揮官喬瓦尼·梅塞將軍的德軍聯絡官。1943年10月間拜尔莱因奉派調往東線戰場出任第3裝甲師師長；該師當時正遭蘇聯紅軍圍困於基洛沃格勒，拜尔莱因到任後成功帶領部隊突破紅軍的包圍圈。
拜尔莱因接著出任裝甲教導師師長，並於6月7日移防諾曼第。在眼鏡蛇行動期間，盟軍對聖洛地區的大規模轟炸嚴重削弱了裝甲教導師的實力，其殘部僥倖逃離法萊茲口袋，並於1944年8月向東移往維爾。該師隨後隸屬於第47裝甲軍，並於1944年12月間參與了阿登攻勢；拜尔莱因於攻勢失敗後遭解除裝甲教導師師長職務。1945年2月，拜尔莱因出任第53軍軍長，最終因與部隊遭圍困於魯爾口袋中而於同年4月19日率部向美軍投降。

## 戰後
1945年4月至1947年4月間拜尔莱因均以戰俘身分遭盟軍羈押。在此期間，他與其他許多同樣遭盟軍拘留的將領一同為美軍歷史部門撰寫歐洲戰事史。拜尔莱因於1947年獲釋；在他於1970年逝世以前，拜尔莱因除了繼續為美軍歷史單位工作，同時也撰寫了許多軍事相關書籍。

## 受勳
- 鐵十字勳章（1914年）、二等鐵十字勳章（1918年8月30日）、二等鐵十字勳章（1939年9月13日）[1]
- 鐵十字勳章（1939年）、一等鐵十字勳章（1939年12月27日）[1]
- 金質德國十字勳章（1942年10月23日）[2]
- 橡葉騎士佩寶劍鐵十字勳章
  - 騎士鐵十字勳章（1941年12月26日）[3]
  - 第258枚橡葉鐵十字勳章（1943年7月6日）[3]
  - 第81枚寶劍鐵十字勳章（1944年7月20日）[3]

### 引用
1. 1 2  Thomas 1997, p. 29.
2. ↑  Patzwall & Scherzer 2001, p. 29.
3. 1 2 3  Scherzer 2007, p. 207.

### 圖書
- Patzwall, Klaus D.; Scherzer, Veit.  [The German Cross 1941 – 1945 History and Recipients Volume 2]. Norderstedt, Germany: Verlag Klaus D. Patzwall. 2001. ISBN 978-3-931533-45-8 （德语）.
- Scherzer, Veit.  [The Knight's Cross Bearers 1939–1945 The Holders of the Knight's Cross of the Iron Cross 1939 by Army, Air Force, Navy, Waffen-SS, Volkssturm and Allied Forces with Germany According to the Documents of the Federal Archives]. Jena, Germany: Scherzers Militaer-Verlag. 2007. ISBN 978-3-938845-17-2 （德语）.
- Thomas, Franz.  [The Oak Leaves Bearers 1939–1945 Volume 1: A–K]. Osnabrück, Germany: Biblio-Verlag. 1997. ISBN 978-3-7648-2299-6 （德语）.
- Willmott, H.P. . New York, NY: Blandford Press. 1984.

## 外部連結
- 弗里茨·拜尔莱因（德国国家图书馆目录）